# D barré
Ne doit pas être confondu avec le D hameçon, le D barré à travers la panse ou l’eth.
Lettres similaires : Ɖ·Ð
Đ (minuscule : đ), appelé D barré, est une lettre additionnelle de l’alphabet latin. Elle correspond à la lettre D diacritée par une barre inscrite à travers son fût : ‹ Đ › ; en conséquence, sa minuscule est un d muni d'une barre inscrite à travers son ascendante : ‹ đ ›. Elle est utilisée dans les cas décrits ci-dessous. Sa forme majuscule est identique aux majuscules des lettres eth ‹ Ð, ð › et D hameçon ‹ Ɖ, ɖ ›. Elle n’est pas à confondre avec ‹ Ꟈ, ꟈ ›, le D barré à travers le contrepoinçon, ou la panse, et non l’ascendante, dont la majuscule est parfois traversée des deux côtés.

## Utilisation

### Langues slaves
L'utilisation de Đ est récente dans les langues slaves, elle est utilisée notamment serbo-croate (bosnien, croate, monténégrin, serbe), concurremment avec la graphie ‹ Dj › qui lui est équivalente. En cyrillique son équivalent est ‹ Ђ › en majuscule et ‹ ђ › en minuscule ; cette lettre représente le D mouillé, c'est-à-dire comme s'il était suivi d'un i discret (par exemple, « Đen » se prononce « Dién »). On la retrouve dans le nom du joueur de tennis serbe Novak Đoković ou de l'ancien président croate Franjo Tuđman, bien que la presse occidentale préfère les graphies ‹ Djokovic › et ‹ Tudjman ›[réf. souhaitée].

### Vietnamien
Le vietnamien s'écrit avec l'alphabet latin, du fait de la présence ancienne de missionnaires chrétiens, d'abord portugais, au Viêt Nam. Le Đ figure déjà dans la transcription du vietnamien utilisée dans le Dictionarium Annamiticum Lusitanum et Latinum d’Alexandre de Rhodes publié en 1651. L'administration coloniale française a, par la suite, contribué à l'expansion de l'alphabet latin. Le chữ quốc ngữ, l'alphabet moderne vietnamien, utilise Đ pour transcrire le son /ɗ̺/, une consonne injective alvéolaire voisée apicale (proche du D français). Dans cet alphabet, la lettre D (non barrée) est prononcée différemment, comme un Z ou un Y français.

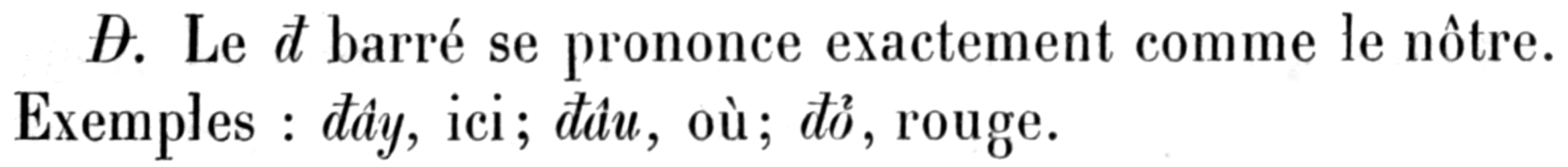
D barré avec une barre longue sur la capitale, en 1867, forme non utilisée aujourd’hui.

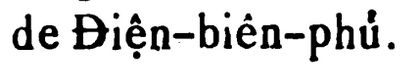
D barré avec une barre longue sur la capitale, en 1927 dans le BEFEO.

### Langues sames
En same du Nord et en same skolt, ‹ đ › se prononce /ð/. C’est une lettre à part entière, située entre D et E dans l’ordre alphabétique.

### Daasanach
En daasanach, le d barré est utilisé. Sa minuscule à la même forme que le d barré à travers la panse minuscule ‹ ꟈ ›.

### Alphabets phonétiques
Le d barré ‹ đ › est utilisé comme symbole phonétique, en 1861 par C. A. E. Jessen, pour représenter une consonne fricative dentale voisée [ð].

### Variantes
| Majuscule | Minuscule | Description                                                                         |
| --------- | --------- | ----------------------------------------------------------------------------------- |
|           |           | Formes avec la minuscule barré à l’ascendante.                                      |
|           |           | Formes avec la minuscule barré à travers la panse, comme Ꟈ, utilisées en daasanach. |

## Représentations informatiques
Le D barré possède les codages Unicode suivants :
| formes    | représentations | chaînes de caractères | points de code | descriptions                    |
| --------- | --------------- | --------------------- | -------------- | ------------------------------- |
| capitale  | Đ               | Đ                     | U+0110         | lettre majuscule latine d barré |
| minuscule | đ               | đ                     | U+0111         | lettre minuscule latine d barré |

Avant Unicode 13.0, le d barré à travers le contrepoinçon est considéré comme une variante du glyphe du D barré (à travers le fût), il n’avait donc pas de code propre. Depuis Unicode 13.0, les caractères Ꟈ et ꟈ sont codés pour le D barré à travers le contrepoinçon.
Certaines fontes avec les deux formes barrées placent la forme du D barré à travers le contrepoinçon à la place d’autres caractères, comme ceux du D barré, ceux du eth ou ceux D hameçon lorsqu’ils ne sont pas utilisés.